# 범죄특정의 원칙
범죄특정의 원칙은 범죄인을 인도받아 그의 인도 이전에 범죄에 대해 재판을 할 때, 인도청구서에 기재되어 있는 당해 죄명으로만 처벌할 수 있다는 원칙을 말한다. 인도청구서에서 밝힌 죄명보다 중한 죄로 처벌하지 못하는 것은 물론이고 범죄인 인권보호를 위해 그보다 경한 죄로도 처벌하지 못한다.